# Gerhard Marquardt (Gerechter unter den Völkern)
Gerhard Marquardt (* 30. Mai 1904 in Posen; † 14. März 1983 in Essen) war ein deutscher Kranführer bei der Friedrich Krupp AG in Essen. Aufgrund der Rettung von Juden im Zweiten Weltkrieg wurde er postum mit dem Ehrentitel Gerechter unter den Völkern ausgezeichnet.

## Schutz von flüchtenden Jüdinnen 1945

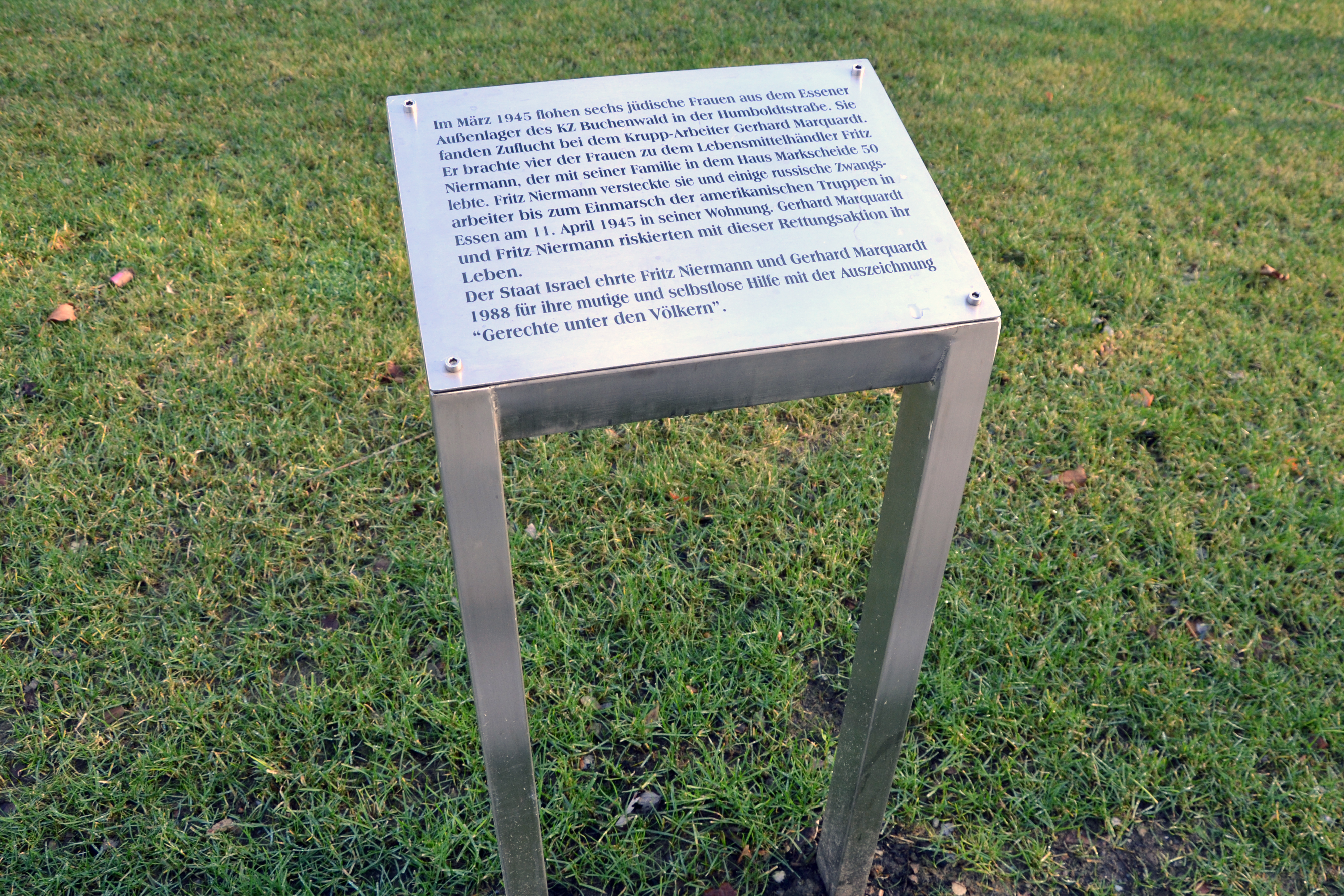
Neu aufgestellte Gedenktafel vom ehemaligen Haus Markscheide 50

Sechs im KZ-Außenlager Humboldtstraße in Essen-Fulerum inhaftierte, aus Ungarn stammende Frauen (namentlich: Gizella Israel, Rosa Katz, Agnes und Renée Königsberg sowie Elizabeth und Erna Roth) wurden täglich zur Zwangsarbeit im Walzwerk II bei der Friedrich Krupp AG getrieben. Sie konnten Ende Februar oder Anfang März 1945 in den Wirren eines Luftangriffs auf dem Weg vom Lager zur Arbeit vor dem Abtransport aus dem Lager an der Humboldtstraße ins KZ Bergen-Belsen flüchten. Als die SS-Wachen dabei in Luftschutzbunker flüchteten und die Mädchen zurückblieben, sahen diese ihre Chance zur Flucht.
Einige Tage verbrachten sie im Keller der zerstörten Leichenhalle des jüdischen Friedhofes am Reckhammerweg. Dann kamen sie ins nahe gelegene Haus zu Gerhard Marquardt, dem Krupp-Mitarbeiter, den Rosa Katz zuvor bei der Pflege seiner kranken Frau kennengelernt hatte. Er bot ihr damals Hilfe an und versorgte nun die Mädchen in der Trauerhalle mit Wasser und Brot. Die sechs Mädchen wurden aber dort gesehen und konnten in Marquardts Notunterkunft, einer Gartenlaube an der Stadtwiese, unterkommen, wo seine Frau Erna Marquardt für sie kochte. Dann versteckte Marquardt die Mädchen in einer Hausruine am Reckhammerweg und später in einer verlassenen Gartenlaube. Mit Hilfe von Heinz S., einem Bekannten und Mitglied der Waffen-SS, konnte er einen größeren Brotvorrat beschaffen. Nachdem wenig später auch die Gartenlaube kein sicheres Versteck mehr bot, wandten sich die flüchtigen Mädchen an den Ofenmaurer und Krupp-Meister Karl Schneider, der den Mädchen wegen guter Behandlung in Erinnerung war. Schneider brachte die Mädchen an verschiedenen Orten in Essen-Altendorf unter.
Vier Mädchen, die Geschwister Roth und Königsberg, brachte Schneider zu Fritz Niermann in seine Wohnung in der Markscheide 50. Rosa Katz kam in der Nähe der Brücke Berliner Straße zu einem namentlich unbekannten SA-Mann. Gisella Israel blieb bei Karl Schneider und wurde dort von seiner Nachbarin Erna Lippold betreut. 
Schließlich überlebten alle sechs jungen Frauen bis Kriegsende in ihren jeweiligen Verstecken. Die vier durch Niermann versteckten Frauen, die Geschwister Roth und Königsberg, wanderten in die USA und Rosa Katz nach Venezuela aus. Gisella Israel ging zurück nach Ungarn.

## Ehrungen
Gerhard Marquardt wurde am 19. März 1985 durch den Staat Israel, zusammen mit Fritz Niermann, für seine mutige und selbstlose Hilfe, die ihn selbst in Lebensgefahr gebracht hatte, postum mit dem Ehrentitel Gerechter unter den Völkern ausgezeichnet.
Das Haus in der Markscheide 50, in dem vier der sechs geflüchteten Frauen durch ihren Retter Fritz Niermann versteckt gehalten worden waren, wurde 2011 im Rahmen eines städtebaulichen Projektes, der Anlage des Niederfeldsees mit angrenzenden Wohn-Neubauten, abgerissen. Die am Haus befindliche Gedenktafel wurde gesichert und 2014 auf einer Wiese im Bereich des ehemaligen Hauses zum Gedenken neu aufgestellt. Am 22. Mai 2013 wurde ein kleiner Platz innerhalb der neuen Wohnsiedlung nach Gerhard Marquardt benannt.